# 신품사현
신품사현(神品四賢)은 신라 · 고려 시대의 신품이라 불릴 만큼 글씨가 빼어난 경지에 이른 네 사람을 일컫는다. 신라의 김생, 고려의 류신 · 탄연 · 최우가 이에 속한다. 신품사현의 글은 송광사에 있는 유신의 〈보조국사비문〉과, 청평사의 탄연이 쓴 〈문수원기〉에 남아있다..